# Las Vegas Academy of the Arts
 (avril 2024).
La Las Vegas Academy of the Arts est une école secondaire (magnet school) située dans le centre-ville de Las Vegas (Nevada), aux États-Unis. Les étudiants sont admis par audition. Cette école est spécialisée en arts du spectacle ou en arts visuels.

## Historique

### Las Vegas High School (lycée de Las Vegas)
Le campus de la Las Vegas Academy est situé sur le site de la Las Vegas High School. Le lycée utilise deux des bâtiments construits en 1930 et ouverts à l'automne 1931. Las Vegas High School a été le premier lycée de Las Vegas. À son ouverture, son emplacement a suscité des critiques parmi la population, alors peu nombreuse, qui l'estimait trop éloignée ; cela a changé avec le développement progressif de la ville autour de l'établissement.
Celui-ci était à l'origine composé de trois bâtiments (le bâtiment principal de trois étages, au coin de la 7e rue et de l'avenue Bridger, le gymnase et un troisième bâtiment qui abritait les ateliers arts manuels), auxquels s'ajouteront plus tard les classes gouvernementales.
L'établissement a été en partie démoli en 1969. Les deux bâtiments restants, répertoriés sous le nom de Las Vegas High School Academic Building and Gymnasium sur le registre national des lieux historiques, représentent un très bon exemple d'architecture Art déco des années 1930 à Las Vegas. L'apparence du lycée a été conservée mais l'intérieur a été modifié depuis sa construction.

### Las Vegas Academy
En 1992, le surintendant adjoint Noor Mura annonce des plans pour une magnet school d'arts. Le 23 août 1993, le lycée de Las Vegas est rouvert sous le nom de Las Vegas Academy for International Studies and Performing Arts par le directeur Bob Gerye. Les arts visuels sont ajoutés l'année suivante.
Le corps étudiant, depuis la fondation de l'académie, est passé de 735 étudiants à 1 700 qui poursuivent des spécialisations en arts du spectacle et en arts visuels. En novembre 2014, le conseil d'administration du Clark County School District change officiellement le nom de l'établissement en Las Vegas Academy of the Arts. Le département de l'Éducation des États-Unis nomme la Las Vegas Academy New American High School  et Blue Ribbon School. Le Réseau des écoles d'arts (ASN) a décerné à LVA le statut d'"école d'art exceptionnelle" 2013-2014 et le statut d'"école d'art exemplaire" pour 2014-2016.

### Programmes éducatifs
L'école est composée de quatre "conservatoires" : théâtre, arts visuels, danse et musique.

## Salles de spectacle
- Academy Theatre Black Box

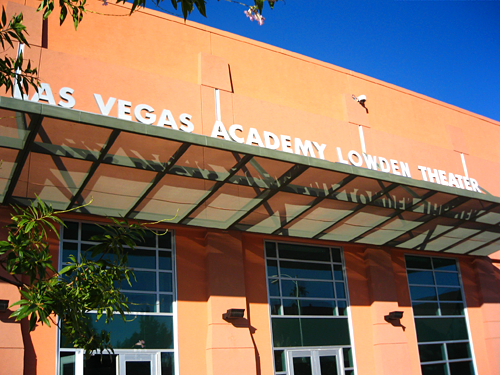
Le Lowden Theatre for the Performing Arts de LVA, après la rénovation de 2007-2008

- Centre des arts du spectacle de LVA
- Lowden Theatre for the Performing Arts

## Personnalités ayant étudié à la LVA
- Molly Bernard, actrice [4]
- Leah Dizon, chanteuse et mannequin [5]
- Matthew Gray Gubler, acteur [6]
- Julianne Hough, chanteuse/danseuse [7]
- Dasha Nekrasova, actrice [8]
- Ne-Yo, artiste R&B [9]
- Sizzy Rocket, chanteur [10]
- Baron Vaughn, comédien [11],[12]
- Rutina Wesley, actrice [13]